# Jean Buridan
Jean Buridan (Béthune, oko 1295. – Pariz, oko 1358.), francuski svećenik, filozof i fizičar. Rektor Pariškoga sveučilišta. Osporio postavku Aristotelove fizike da na bačeno tijelo mora stalno djelovati neko drugo tijelo koje je s njim u izravnu dodiru. Umjesto toga, uveo je u teoriju novu veličinu, koju je nazvao impetus: kada se tijelo baci, ono dobije određeni zamah (impetus), koji mu omogućuje daljnje gibanje. Buridanov pojam impetusa sličan je kasnijemu pojmu količine gibanja, a Buridanovo tumačenje da impetus pri gibanju ostaje očuvan prethodi zakonu o očuvanju količine gibanja. Buridan osporava Aristotelovo mišljenje da na nebeske kugle u Aristotelovu planetnom modelu treba djelovati neko duhovno biće kako bi one vrtile (rotirale). U tome se nazire zametak zakona tromosti ili inercije koji su nekoliko stoljeća poslije postavili Galileo Galilei i Isaac Newton. 
U filozofiji se kao umjereni okamist bavio etikom i logikom, posebno problemom slobode volje, a napisao je i više komentara Aristotelovih glavnih djela. U središtu njegove filozofije stoji nauk o slobodi volje, gdje zastupa središnju poziciju između determinizma i indeterminizma. Pripisuje mu se glasovita moralno-filozofijska pripovijest o magarcu (Buridanov magarac): magarac, koji se ne može odlučiti između dvaju jednakih snopova sijena, umire od gladi zbog svoje neodlučnosti. To znači da se ne može odgovoriti na pitanje može li se čovjek pod jednakim okolnostima odlučiti za ili protiv onoga što je jednakovrijedno.

## Djela
- Summula de dialectica (Pariz, 1487.).
- Compendium logicae (Venecija, 1489.).
- Sophismata (1489.)
- Kratak prikaz sveukupne logike (lat. Compendium totius logicae, 1499.)
- Quaestiones in viii. libros physicorum (Pariz, 1516.).
- In Aristotelis Metaphysica (1518.).
- Quaestiones in x. libros ethicorum Aristotelis (Pariz, 1489.; Oxford, 1637.).
- Quaestiones in viii. libros politicorum Aristotelis (1500.).
- Pitanja u Aristotelovoj metafizici (lat. In metaphysicam Aristotelis quaestiones, 1588.).